# Омельянчик, Оксана Александровна
Окса́на Алекса́ндровна Омелья́нчик (род. 2 января 1970, Улан-Удэ, СССР) — спортсменка, гимнастка. Заслуженный мастер спорта СССР. В 1980-х годах выступала за СССР. Абсолютная чемпионка мира (1985) по спортивной гимнастике. Заслуженный тренер Украины. Вице-президент Украинской федерации гимнастики, председатель технического комитета по женской спортивной гимнастике.

## Ранняя биография
Родители переехали из Улан-Удэ в Киев в конце 1972 года и вскоре развелись. Мама в 6 лет отдала Оксану в секцию фигурного катания, но с 7 лет она занималась спортивной гимнастикой. Три года занималась в республиканском училище олимпийского резерва.
В 1985 году вошла в число 10 лучших спортсменов Украины в опросе «Спортивной газеты», заняв первое место среди женщин и уступив в рейтинге только мировому рекордсмену Сергею Бубке.

## Спортивные достижения
В 1982 году победила на III Всесоюзных молодёжных играх.
- 1984 — Чемпионат СССР:
  - Вольные упражнения, 3-е место.
- 1985 — Абсолютная чемпионка мира.
  - Вольные упражнения, 1-е место.
  - В команде, 1-е место.
- 1985 — Чемпионат Европы:
  - Многоборье, 3-е место.
  - Бревно, 1-е место.
  - Вольные упражнения, 2-е место.
  - Брусья, 3-е место.
- 1985 — Абсолютная чемпионка СССР.
  - Бревно, 2-е место.
  - Вольные упражнения, 2-е место.
- 1986 — Кубок мира:
  - Многоборье, 3-е место.
  - Бревно, 1-е место.
  - Опорный прыжок, 2-е место.
  - Брусья, 2-е место.
  - Вольные упражнения, 3-е место.
- 1986 — Игры Доброй Воли:
  - В команде, 1-е место.
  - Вольные упражнения, 2-е место.
  - Многоборье, 3-е место.
- 1986 — Кубок СССР:
  - Брусья, 2-е место.
- 1986 — Чемпионат СССР:
  - Брусья, 2-е место.
- 1987 — Чемпионат мира:
  - В команде, 2-е место.
- 1987 — Кубок СССР:
  - Многоборье, 3-е место.
  - Вольные упражнения, 3-е место.
- 1987 — Чемпионат СССР:
  - Вольные упражнения, 3-е место.
- 1988 — Чемпионат СССР:
  - Бревно, 1-е место.
  - Вольные упражнения, 2-е место.
- 1989 — Чемпионат СССР:
  - Вольные упражнения, 2-е место.

## После завершения спортивной карьеры
В 1989-м году вместе со своим тренером Татьяной Перской заключила контракт на работу в США, где работала хореографом и демонстратором в гимнастическом клубе Гетесборга — небольшом городе в штате Мэриленд. В 1990-м году вернулась на Украину, где вышла замуж и родила ребёнка. Заочное обучение в Киевском институте физической культуры совмещала с работой хореографа в бригаде тренера молодёжной сборной Украины. В 1994 году уехала работать в Бельгию, но вскоре вернулась, не выдержав разлуки с семьёй.
В 2003 году защитила кандидатскую диссертацию на тему: «Построение производных композиционных программ гимнастических упражнений на бревне». В настоящее время преподаёт на кафедре спортивных видов гимнастики и спортивных танцев Национального университета физического воспитания и спорта Украины следующие дисциплины: «Теория и методика преподавания спортивной гимнастики», «Оздоровительные виды гимнастики», доцент. Также работает хореографом на олимпийской базе в Кончa-Заспе. Как судья международной категории обслуживает чемпионаты Европы, мира и другие гимнастические турниры. Заслуженный тренер Украины. Доцент кафедры спортивных видов гимнастики и спортивных танцев Национального университета физического воспитания и спорта Украины.
По опросу журнала Inside Gymnastics magazine вошла в десятку «лучших гимнасток всех времён».
15 декабря 2015 года была избрана вице-президентом Украинской федерации гимнастики по спортивной женской гимнастике

«От природы была координированной, гибкой, пластичной. А главное, умела терпеть. Гимнастика – тяжëлая и довольно однообразная работа. Я умела терпеть»
В мае 2023 года была включена в Международный зал славы спортивной гимнастики.

## Семья
Отец, Омельянчик Александр Георгиевич, был военнослужащим. 
Замужем за бывшим военным, а ныне бизнесменом Дмитрием Зюркаловым. Двое детей: сын Иван занимается гимнастикой, дочь Анастасия Зюркалова, актриса, занималась плаванием и с детских лет снимается в фильмах.